# 橙鰭雲斑鰕鱂
橙鰭雲斑鰕鱂，為輻鰭魚綱鯉齒目鰕鱂亞目溪鱂科的其中一種，為熱帶淡水魚，分布於南美洲巴西大西洋沿岸淡水流域，體長可達5公分，棲息在底中層水域，生活習性不明。

## 擴展閱讀
維基物種上的相關：橙鰭雲斑鰕鱂